# Проспект Маршала Рокоссовского (Киев)
Проспект Ма́ршала Рокоссо́вского (укр. Проспект Маршала Рокоссовського) — проспект в Оболонском районе города Киева. Пролегает от улицы Полярная до улицы Юрия Кондратюка, исторически сложившаяся местность (район) Минский массив.
Нет примыкающих улиц.

## История
Бульварная улица спроектирована и проложена в 1960-е годы. Застраивалась вместе с другими улицами Минского массива. В период 1970-1975 годы была застроена многоэтажными жилыми домами и учреждениями обслуживания.
16 февраля 1970 года улица получила современное название — в честь Маршала Советского Союза и Маршала Польши, дважды Героя Советского Союза Константина Константиновича Рокоссовского, согласно Решению исполнительного комитета Киевского городского совета депутатов трудящихся № 312/1 «Про наименование новых улиц в жилых массивах «Лесном» и «Минском» города Киева» («Про найменування нових вулиць на житлових масивах „Лісному“, „Мінському“ м. Києва»).

## Застройка
Проспект пролегает в северо-восточном направлении. Проспект Маршала Рокоссовского является самым коротким из всех проспектов города. Имеет по два ряда движения в обе стороны.
Парная и непарная стороны улицы заняты многоэтажной жилой (9-16-этажные дома) застройкой — микрорайоны № 1 и 2 Минского массива — и учреждениями обслуживания.
Учреждения:
1. дом № 3Б — Библиотека № 102 для детей
2. дом № 5 — школа № 9
3. дом № 6А — детсад № 527